# Jordan Alexander
Jordan Alexander (Vancouver, 1993. július 27. –) kanadai színésznő és énekesnő. Először a Facebook Watch Sacred Lies: The Singing Bones című sorozatában kapott elismerést, mielőtt megkapta volna az HBO Max Gossip Girl sorozatának főszerepét, Julien Calloway karakterét.

## Magánélete
Kanadában, a Brit Columbia tartományban lévő Vancouverben született, majd 12 éves korában az Ontario tartományban lévő Torontóba költözött a családjával. Német, ír és afroamerikai felmenői vannak. Két testvére van: egy nővére, Sydney, és egy húga. Brooklynban él.

## Színészi pályája

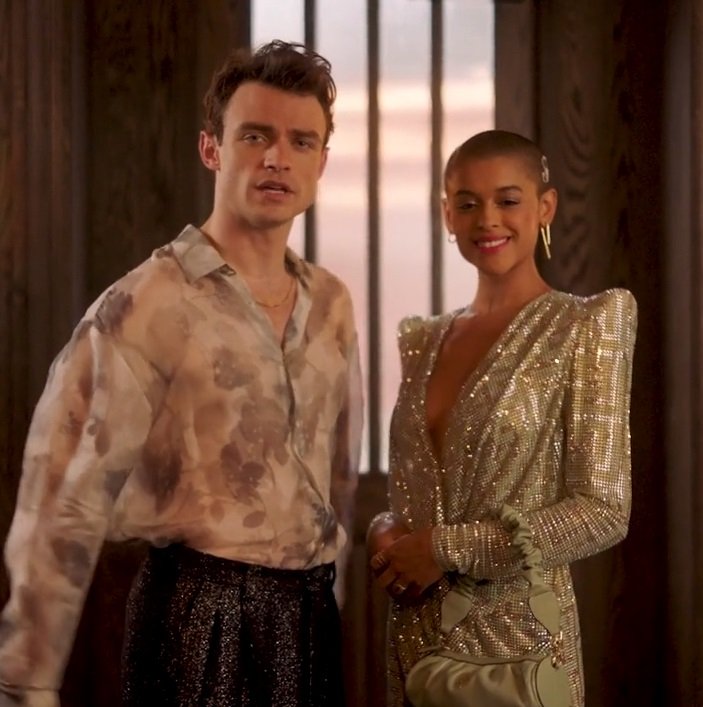
Thomas Doherty és Jordan Alexander

2018-ban Alexander szerződést írt alá egy torontói modellügynökséggel.
2020-ban Alexander játszotta Elsie/Maya szerepét a Facebook Watch  sorozat második évadában.
2021 és 2023 között szerepelt a Gossip Girl HBO Max újjáéledésében, Julien Calloway új főszereplőjeként.

## Zenei pályája
2016-ban kiadta debütáló albumát The Lonely Hearts Club címmel.
2020-ban kiadta a You című kislemezt.

## Jóváhagyások
2022-ben Alexandert a Savage x Fenty márkanagykövetévé nyilvánították.

## Filmográfia
| Év        | Cím                                 | Szerep               | Megjegyzések       | Ref.  |
| --------- | ----------------------------------- | -------------------- | ------------------ | ----- |
| 2020      | Szent hazugságok: Az éneklő csontok | Elsie/Maya           | Főszerep (2. évad) | [ 8 ] |
| 2021–2023 | Gossip Girl                         | Julien "JC" Calloway | Főszerep           | [ 9 ] |

## Fordítás
- Ez a szócikk részben vagy egészben  a   Jordan Alexander című angol Wikipédia-szócikk ezen változatának fordításán alapul.  Az eredeti cikk szerkesztőit annak laptörténete sorolja fel. Ez a jelzés csupán a megfogalmazás eredetét és a szerzői jogokat jelzi, nem szolgál a cikkben szereplő információk forrásmegjelöléseként.